# H&E R220 Mono
El motor H&E R220 és de potència mitjana, dins de la gamma de motors que fabrica la casa H&E, i està indicat per a pilots d'un pes entre els 95 Kg i 160 Kg, el que permet a dos pilots lleugers, volar en “tàndem”.

## Història
És dels motors de segona tongada, fabricats per aquesta marca a partir del 1999, i en principi fabricat sota demanda.

## Funcionament
Posseeix reducció per corretja de polivinil, i té la possibilitat del arranc elèctric, i és molt lleuger. A continuació, s'inclou el quadre d'empenta que indica la marca :
| Taula d'empenta |               |
| RPM             | Empenta en Kg |
| 3.000           | 22            |
| 5.000           | 35            |
| 6.000           | 46            |
| 7.400           | 68            |

Naturalment aquestes empentes, estan supeditades al hèlix emprat, a les condicions meteorològiques i a l'alçaria.